# کپور دماغه
کپور دماغه (نام علمی: Labeo capensis) نام یک گونه از تیره کپورماهیان است.